# William Parr, I barone Parr di Kendal
William Parr, I barone Parr di Kendal (1434 – 1483), fu un cortigiano e nobile inglese.

## La famiglia ramificata
William Parr nacque nel 1434 da Thomas Parr ed Alice Thunstall da una famiglia originaria del Lancashire. I Parr circa mezzo secolo prima si facevano chiamare De Parre e il bisnonno di William, suo omonimo e tale William de Parre (morto 1405), aveva accreasciuto lo status della famiglia sposando l'ereditiera Elizabeth de Ros nel 1383.
Quando nel 1399 ascese al trono Enrico IV d'Inghilterra William de Parre fu inviato insieme a un prelato in Spagna per dare l'annuncio che Enrico di Bolingbroke era asceso al trono a seguito della detronizzazione del cugino.
Attraverso il matrimonio de Parre mise le mani su quanto spettava in eredità alla moglie, comprese alcune proprietà site nella Baronia di Kendal che rimasero alla famiglia fin dopo la morte del nipote William Parr, I marchese di Northampton quando la sua vedova, Elin Ulfsdotter Snakenborg le rese alla regina Elisabetta I d'Inghilterra.
Suo nonno paterno John Parr di Kendal (1383circa-1409) si era sposato in seconde nozze con Agnes Crophull che attraverso il suo primo matrimonio divenne la nonna di Walter Deveraux, Lord Cancelliere d'Irlanda e la bisnonna di Anne Deveraux, contessa di Pembroke.
Per parte di madre William era imparentato con i Thunstall di Thurland Castle e sua nonna era la prozia di Thomas Stanley, I conte di Derby, sempre per parte di madre William era cugino di Cuthbert Tunstall, Vescovo di Durham. Rimasto vedovo suo nonno materno si risposò con Joan Mowbray, nipote di Margaret, duchessa di Norfolk.
Il padre di William, Thomas Parr, prese parte alla Guerra delle due rose combattendo per la Casa di York, per questo i suoi beni vennero confiscati nel 1459 per poi essergli restituiti due anni dopo, egli morì fra il 1461 e il 1464.
William aveva diversi fratelli e sorelle, tutte le sorelle sposarono membri eminenti delle famiglie nobili, mentre uno dei fratelli venne ucciso alla Battaglia di Barnet del 1471.

## La vita
William era il maggiore di tutti i fratelli e continuò a sostenere gli yorkisti proprio come aveva fatto il padre e visse sia nel seguito di Giorgio Plantageneto, I duca di Clarence che in quello di Richard Neville, XVI conte di Warwick e nel 1470 partecipò alla Battaglia di Losecoat Field.
L'anno dopo quando Edoardo IV d'Inghilterra tornò dal proprio esilio forzato William insieme a James Harrington gli portò 600 uomini presso Doncaster, anch'egli, come uno dei fratelli, combatté a Barnet e per i propri servigi venne ricompensato con la carica di Comptroller of the Household (carica dell'epoca che posizionava il detentore, almeno a livello nominale, poco sotto il Lord Steward), questa carica gli rimase fino al 1475.
Nel 1472 William giurò di riconoscere quale erede al trono Edoardo, Principe di Galles, l'anno dopo divenne High Sheriff per il Cumberland e nel 1474 divenne membro dell'Ordine della Giarrettiera.
Dopo la morte di Edoardo William subì le pressioni della suocera, Alice Neville, perché accettasse a che lo zio del giovane Edoardo V, Riccardo di Gloucester diventasse Lord Protettore.
La moglie di William era particolarmente vicina alla famiglia reale, perché loro cugina, ed era una delle zie di Anna Neville, moglie di Riccardo di Gloucester e quando questi depose il nipote per divenire Riccardo III d'Inghilterra William non lo appoggiò. La sua riluttanza a riconoscere Riccardo aumentò quando venne assassinato William Hastings, I barone Hastings, che non solo era stato un uomo di Edoardo IV, ma che era anche un parente acquisito di William. Egli decise pertanto di non presenziare all'incoronazione, nonostante gli fosse stato offerto un incarico e, mentre la moglie e la suocera vi andarono egli tornò al nord dove morì nel corso di quello stesso anno, il 1483.
Sua moglie si risposò poi con Nicholas Vaux, I barone Vaux di Harrowden.

## Matrimoni e figli
In prime nozze William sposò Joan Trusbut (morta 1473), se ebbero figli questi non sopravvissero.
In seconde nozze sposò Elizabeth FitzHugh da cui ebbe:
- Anne Parr (1476circa-4 novembre 1513) che sposò il diplomatico Thomas Cheney
- Sir Thomas Parr
- William Parr, I barone Parr di Horton
- Alice Parr (morta giovane)
- John Parr, Esquire (prima del 1483-8 settembre 1508)